# Antonio Villanueva
Pour les articles homonymes, voir Villanueva.
Antonio Villanueva, né le 25 juin 1940, est un athlète mexicain.

## Carrière
Antonio Villanueva est sacré champion du Mexique du 3 000 mètres steeple en 1969 à Mexico ; la même année, il remporte la médaille d'or du 3 000 mètres steeple aux Championnats d'Amérique centrale et des Caraïbes à La Havane. Il est ensuite médaillé d'argent du 3 000 mètres steeple aux Jeux d'Amérique centrale et des Caraïbes de 1970 à Panama et médaillé d'or dans la même épreuve aux Championnats d'Amérique centrale et des Caraïbes 1973 à Maracaibo. Il obtient la médaille de bronze du 3 000 mètres steeple aux Jeux afro-latino-américains de 1973 à Guadalajara malgré avoit terminé quatrième de la course, les 3 premiers étant africains et le règlement n'autorisant que 2 médaillés par continent. En 1974, il est médaillé d'or du 3 000 mètres steeple aux Jeux d'Amérique centrale et des Caraïbes de 1974 à Saint-Domingue.